# Tetraeder
Das (auch, vor allem süddeutsch, der) Tetraeder [tetraˈeːdɐ] (von altgriechisch τετρα- tetra- „vier“ und ἕδρα hédra „Sitz“, „Sessel“, „Gesäß“ bzw. übertragen „Seitenfläche“), auch Vierflächner oder Vierflach, ist das dreidimensionale Simplex, ein Körper mit vier dreieckigen Seitenflächen. Es ist das einzige konvexe Polyeder (Vielflach, Vielflächner) mit vier Flächen.
Das Wort wird jedoch nur selten in dieser allgemeinen Bedeutung gebraucht. Meist ist mit Tetraeder das regelmäßige Tetraeder mit gleichseitigen Dreiecken als Seitenflächen, das ein platonischer Körper ist, gemeint.
Es gibt beim Tetraeder außer der regelmäßigen auch andere Symmetrien, z. B. die des Disphenoids, der dreiseitigen Pyramide und der Dreieckpyramide.

## Regelmäßiges Tetraeder
Das regelmäßige Tetraeder (reguläre Tetraeder) ist einer der fünf platonischen Körper, genauer ein Polyeder mit
- 4 kongruenten gleichseitigen Dreiecken als Seitenflächen
- 6 gleich langen Kanten und
- 4 Ecken, in denen jeweils drei Seitenflächen zusammentreffen

Das regelmäßige Tetraeder ist auch eine gleichseitige dreiseitige Pyramide mit einem gleichseitigen Dreieck als Grundfläche.

### Symmetrie

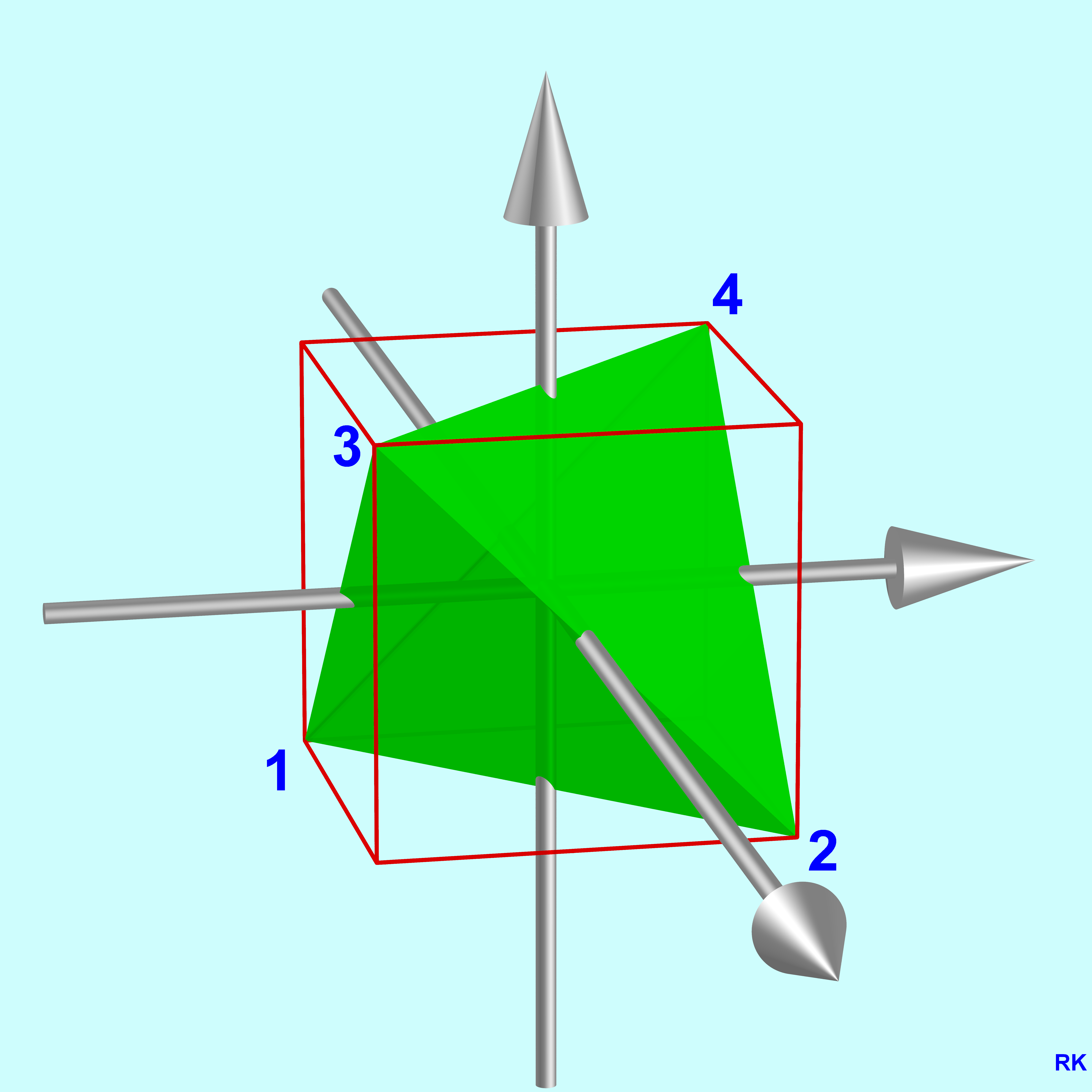
3 zweizählige Symmetrieachsen
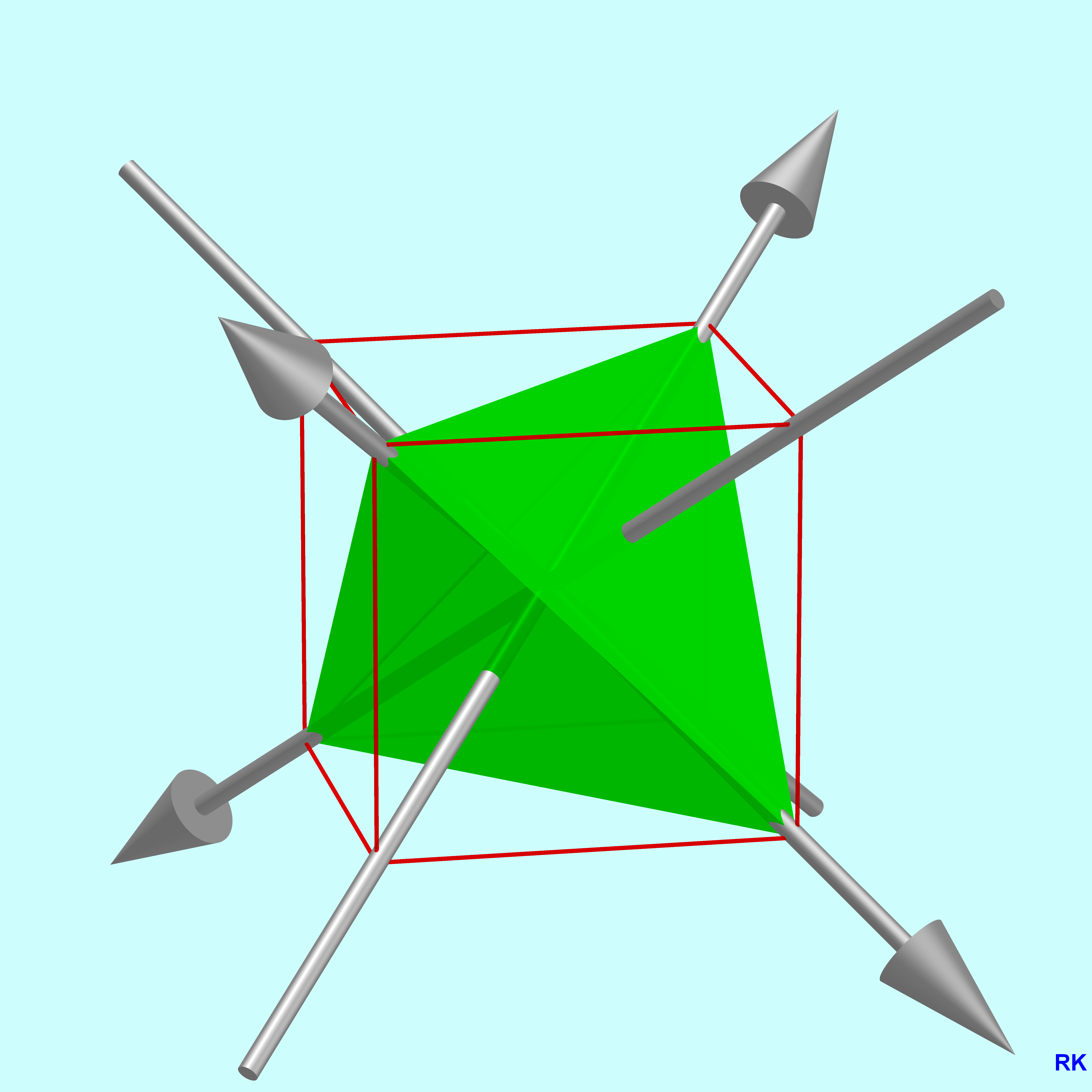
4 dreizählige Symmetrieachsen
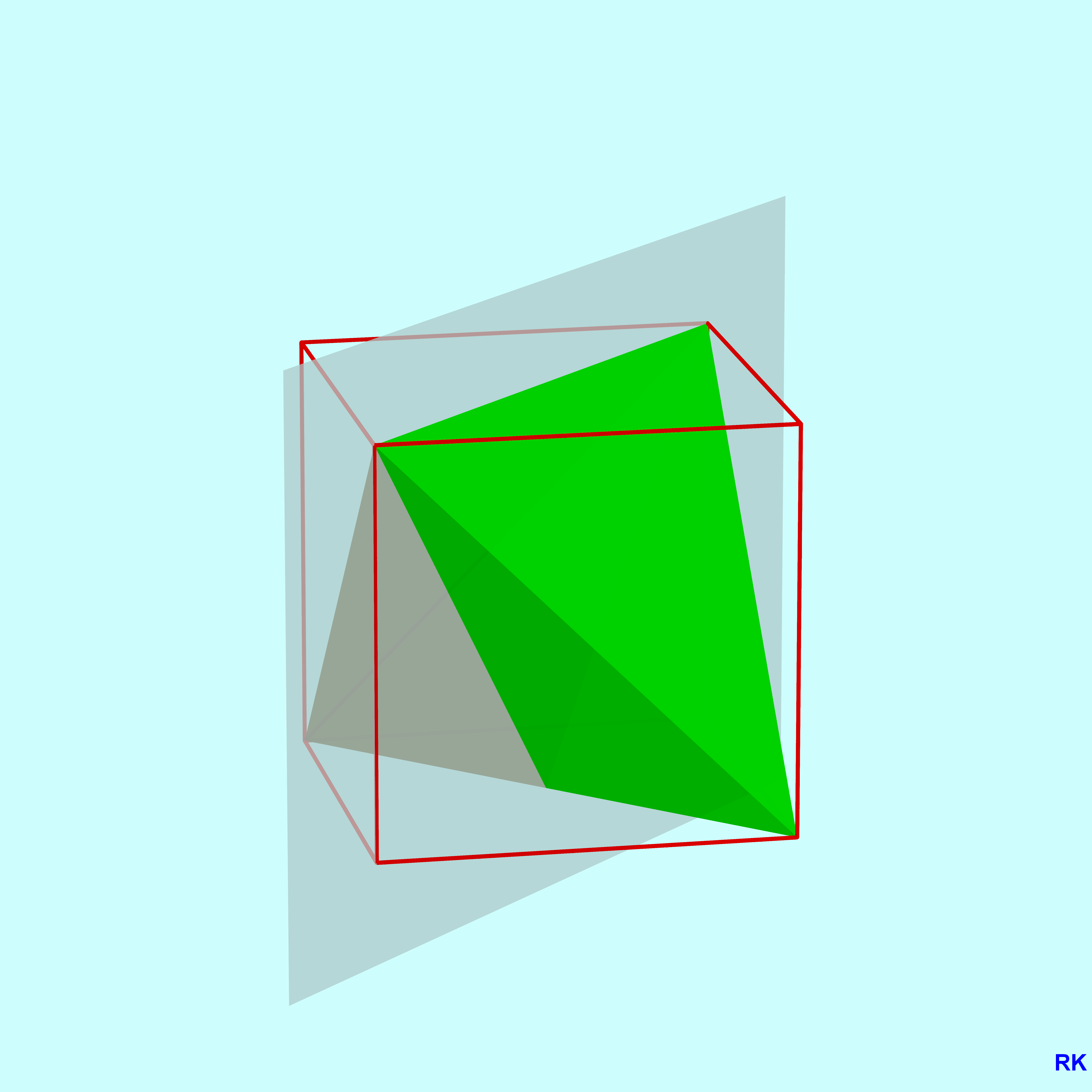
Eine von 6 Symmetrieebenen
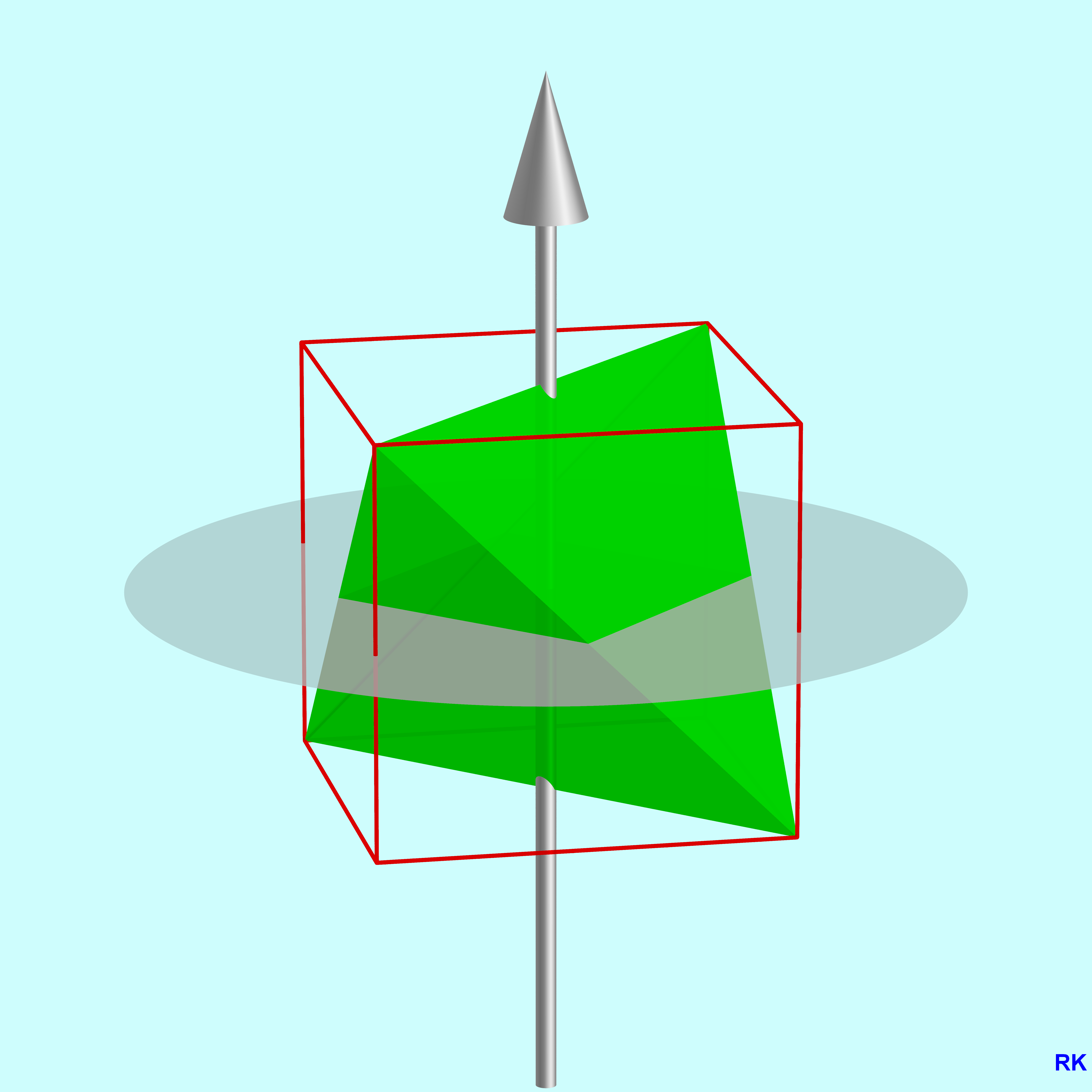
Eine von 3 vierzähligen Drehspiegelachsen mit Drehspiegelebene

Wegen seiner hohen Symmetrie – alle Ecken, Kanten und Flächen sind untereinander gleichartig – ist das regelmäßige Tetraeder ein reguläres Polyeder. Es hat
- 4 dreizählige Drehachsen (durch die Ecken und die Mittelpunkte der gegenüberliegenden Seitenflächen),
- 3 vierzählige Drehspiegelachsen und damit auch drei zweizählige Drehachsen bzw. drei Symmetrieachsen (durch die Mittelpunkte gegenüberliegender Kanten) sowie
- 6 Symmetrieebenen (jeweils durch eine Kante und senkrecht zur gegenüberliegenden Kante).

Insgesamt hat die Symmetriegruppe des Tetraeders – die Tetraedergruppe – 24 Elemente. Sie ist die symmetrische Gruppe S4 (die Punktgruppe Td nach Schoenflies bzw. 43m nach Hermann-Mauguin) und bewirkt alle 4! = 24 Permutationen der Ecken bzw. der Seitenflächen. Sie ist eine Untergruppe der Oktaedergruppe oder Würfelgruppe.
Im Einzelnen gehören zur Tetraedergruppe
- 12 Drehungen (gerade Permutationen), nämlich
  - die identische Abbildung,
  - 8 Drehungen um 120° (4 mögliche Drehachsen durch jeweils eine Ecke und den Mittelpunkt der gegenüberliegenden Dreiecksfläche, 2 Möglichkeiten für den Drehsinn) und
  - 3 Drehungen um 180° (Drehachsen jeweils durch die Mittelpunkte zweier gegenüberliegender Kanten)

sowie
- 12 ungerade Permutationen. Diese erhält man, indem man nach jeder der 12 geraden Permutationen noch die Spiegelung an einer festen Symmetrieebene durchführt. 6 davon lassen sich auch als eine reine Ebenenspiegelung beschreiben, die anderen sechs als Drehspiegelungen von Drehung um 90° um eine Achse, die durch die Mittelpunkte zweier gegenüberliegender Kanten verläuft, und Spiegelung an der zu dieser Achse senkrechten Ebene, die den Mittelpunkt zwischen den beiden gegenüberliegenden Kanten beinhaltet.

Die geraden Permutationen bilden eine Untergruppe der Tetraedergruppe, die so genannte alternierende Gruppe {\displaystyle A_{4}} (die Punktgruppe T bzw. 23). Manchmal wird der Begriff Tetraedergruppe auch nur für diese unter Ausschluss der Spiegelungen verwendet.
Das Tetraeder ist der einzige platonische Körper, der nicht punktsymmetrisch ist und bei dem jede Ecke einer Fläche gegenüberliegt.

### Konstruktion

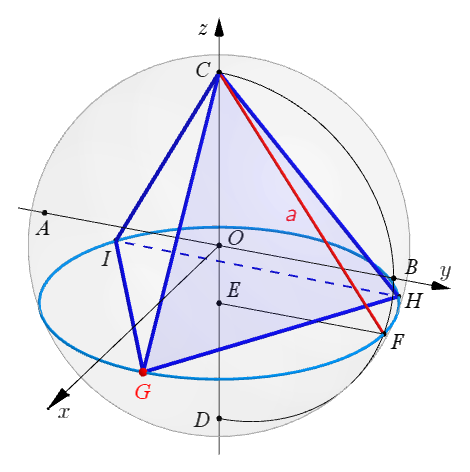
Tetraeder, Konstruktionsskizze

Euklid beschreibt und beweist im dreizehnten Buch seines Werkes Elemente, unter Proposition 13, die Konstruktion des Tetraeders.

„Ein Tetraeder einer Kugel mit gegebenem Durchmesser einbeschreiben.
Das Quadrat über dem Durchmesser der Kugel ist dann gleich dem
einundeinhalbfachen Quadrat über der Kante des Tetraeders.“

„Rudolf Haller“

Um den Aufwand zu minimieren, enthält die folgende sphärischen Darstellung nur die Schritte, die für das Oktaeder vonnöten sind. Von Vorteil ist hierzu die Anwendung einer sogenannten Dynamische-Geometrie-Software (DGS).
Gegeben sei eine Umkugel, z. B mit dem Radius gleich {\displaystyle 1} und deren Mittelpunkt {\displaystyle O}. Beim Bestimmen der {\displaystyle x-,\;y-} und {\displaystyle z-}Achsen eines kartesischen Koordinatensystems ergeben sich die Punkte {\displaystyle A,\;B,\;C} und {\displaystyle D} auf der Oberfläche der Umkugel.
Vorab ist aus einem rechtwinkligen Dreieck die Kantenlänge {\displaystyle a} des Tetraeders zu ermitteln. Hierzu wird zuerst der Umkreisbogen {\displaystyle CBD} eingezeichnet. Das anschließend konstruierte rechtwinklige Dreieck {\displaystyle CEF} liefert mit der Kathete {\displaystyle |CE|={\tfrac {2}{3}}|CD|} die Höhe sowie als Hypotenuse die Kantenlänge {\displaystyle |CF|=a} des Tetraeders.
Für die eigentliche Konstruktion reichen drei Hauptschritte aus. Es beginnt mit dem Ziehen des ersten Kreises um Mittelpunkt {\displaystyle E} mit Richtung {\displaystyle z-}Achse und Radius {\displaystyle |EF|}. Anschließend wird der erste Eckpunkt {\displaystyle G} beliebig auf dem Kreis positioniert. Der darauffolgende zweite (nicht eingezeichnete) Kreis mit Richtung parallel zur {\displaystyle z-}Achse und Radius gleich der Kantenlänge {\displaystyle |CF|} um {\displaystyle G}, liefert die beiden noch fehlenden Eckpunkte {\displaystyle H} und {\displaystyle I}. Nach dem abschließenden Verbinden der benachbarten Eckpunkte ist das Tetraeder {\displaystyle GHIC} fertiggestellt.

### Weitere Eigenschaften

#### Verhältnis zu Oktaeder, Würfel, archimedischen Körpern

Tetraeder mit dualem einbeschriebenen Tetraeder. Die Mittelpunkte der gleichseitigen Dreiecke des äußeren Tetraeders sind die Ecken des inneren Tetraeders.

Durch Verbinden der Flächenmittelpunkte erhält man wieder ein Tetraeder (siehe Abbildung). Man sagt deshalb: Das Tetraeder ist zu sich selbst dual, kurz: selbst-dual. Die Seitenlänge des einbeschriebenen Tetraeders beträgt ein Drittel der ursprünglichen Seitenlänge.
Mit Hilfe dieser beiden Tetraeder können Körper konstruiert werden, die ebenfalls die Tetraedergruppe als Symmetriegruppe haben. So erhält man zum Beispiel
- das abgestumpfte Tetraeder mit 4 Sechsecken und 4 Dreiecken (siehe archimedischer Körper),
- das Oktaeder mit 4 + 4 = 8 Dreiecken und 6 Ecken (mit höherer Symmetrie) als Durchschnitt zweier Tetraeder,
- das Sterntetraeder (ein Oktaeder mit 8 aufgesetzten Tetraedern) als dreidimensionale Vereinigungsmenge zweier Tetraeder
- den Würfel mit 4 + 4 = 8 Ecken (und mit höherer Symmetrie) als konvexe Hülle dieses Sternkörpers.

Siehe dazu auch das Beispiel weiter unten.

#### Umgebender Würfel
Das Tetraeder kann in einen Würfel (Hexaeder) so einbeschrieben werden, dass seine Ecken zugleich Würfelecken und seine Kanten Diagonalen der Würfelflächen sind (siehe Abbildung). Das Volumen dieses Würfels ist das Dreifache des Tetraedervolumens. Die 8 Ecken des Würfels bilden zwei disjunkte Mengen von je vier Ecken, die den beiden möglichen Lagen des Tetraeders entsprechen.

Zwei Tetraeder im Würfel haben als Vereinigungsmenge ein Sterntetraeder.

Zwei Tetraeder im Würfel haben als dreidimensionale Schnittmenge ein Oktaeder.

#### Tetraeder umschreibt Oktaeder
Wird ein Oktaeder von einem Tetraeder umschrieben, sind die sechs Ecken des Oktaeders die Mittelpunkte der sechs Tetraederkanten und vier der acht Oktaederflächen liegen in den Seitenflächen eines der beiden möglichen Tetraeder.

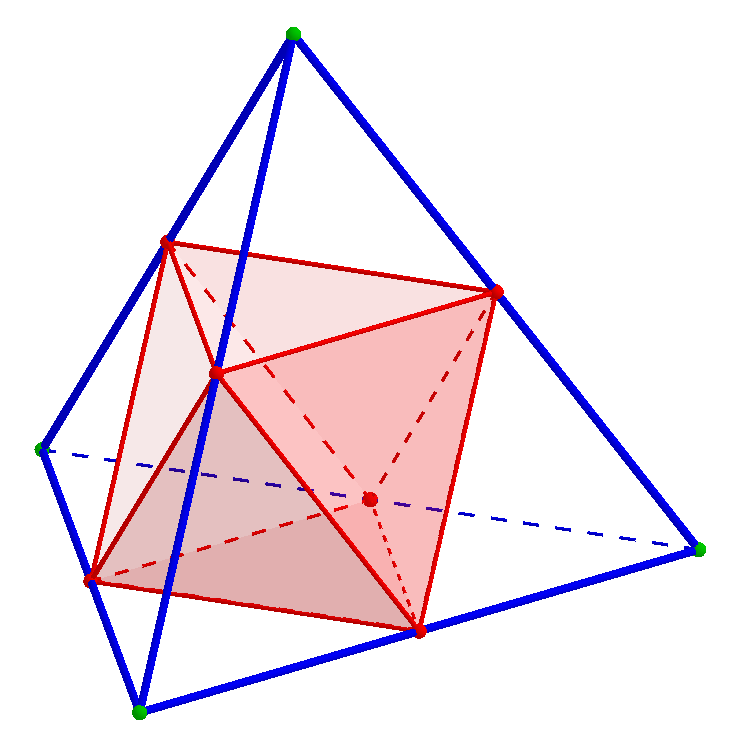
Tetraeder umschreibt Oktaeder

#### Querschnitt
(Siehe hierzu Wall of Fire: Tetrahedron (Video))

Quadratischer Querschnitt durch einen Tetraeder

Das regelmäßige Tetraeder kann so in zwei Teile geschnitten werden, dass die Schnittfläche ein Quadrat ergibt. Dabei entspricht die Seitenlänge des Quadrats der halben Kantenlänge des Tetraeders. Hierfür wird der Querschnitt so gelegt, dass wie – im Bild 1 dargestellt – die Schnittebene parallel zu zwei gegenüberliegenden Kanten und durch die Mitten der vier Kanten verläuft. Die somit entstehenden Teile des Tetraeders sind zueinander kongruent. Liegt die Schnittebene parallel zu zwei gegenüberliegenden Kanten, aber nicht in der Mitte der Kanten, ergibt der Querschnitt ein Rechteck (Bild 2).
Verschiebt man zwei benachbarte Eckpunkte eines virtuellen Quadrats entlang der Tetraederkanten gleich weit, ergibt der Querschnitt ein Trapez (Bild 3). Darüber hinaus können zwei gegenüberliegende Eckpunkte dieses Quadrats entlang der Tetraederkanten so gleich weit verschoben werden, dass der Querschnitt ein Drachenviereck (Bild 4) ergibt.
Liegt die Schnittebene parallel zu einer der vier Seitenflächen, ergibt der Querschnitt ein gleichseitiges Dreieck (Bild 5).

Querschnitte durch regelmäßige Tetraeder
Bild 1: Quadrat, Teile zueinander kongruent[6]
Bild 2: Rechteck
Bild 3: Trapez
Bild 4: Drachenviereck
Bild 5: Gleichseitiges Dreieck

#### Beispiel
Die Einbettung des Tetraeders in einen Würfel bietet eine einfache Möglichkeit, ein regelmäßiges Tetraeder zu konstruieren. Bezeichnen wir die Eckpunkte des Würfels an der Basis mit {\displaystyle A,B,C} und {\displaystyle D} sowie die darüberliegenden Eckpunkte mit {\displaystyle E,F,G} und {\displaystyle H}, so bilden {\displaystyle A,C,F} und {\displaystyle H} sowie {\displaystyle B,D,E} und {\displaystyle G} jeweils die Ecken eines Tetraeders. Betrachtet man z. B. in einem räumlichen kartesischen Koordinatensystem den Würfel, dessen Ecken die Koordinaten {\displaystyle +1} und {\displaystyle -1} haben, so erhält man für das erste Tetraeder die Ecken
- {\displaystyle A(1,1,-1),C(-1,-1,-1),F(-1,1,1)} und {\displaystyle H(1,-1,1)}.

Die Kanten sind: {\displaystyle AC,AF,AH,CF,CH} und {\displaystyle FH}. Die Seitenflächen sind die Dreiecke {\displaystyle ACF,ACH,AFH} und {\displaystyle CFH}.
Das zweite Tetraeder hat die Ecken
- {\displaystyle B(-1,1,-1),D(1,-1,-1),E(1,1,1)} und {\displaystyle G(-1,-1,1)}.

Die dreidimensionale Schnittmenge dieser beiden Tetraeder ist das von den Punkten {\displaystyle (1,0,0),(-1,0,0),(0,1,0)(0,-1,0),(0,0,1)} und {\displaystyle (0,0,-1)} bestimmte Oktaeder. Ihre Vereinigungsmenge ist das Sterntetraeder. Seine konvexe Hülle ist daher der Würfel.

### Formeln
Die folgende Tabelle ist eine Zusammenstellung von metrischen Eigenschaften eines regulären Tetraeders, die im nächsten Abschnitt hergeleitet werden.
| Größen eines regulären Tetraeders mit Kantenlänge a | Größen eines regulären Tetraeders mit Kantenlänge a                                                 | Größen eines regulären Tetraeders mit Kantenlänge a  |
| --------------------------------------------------- | --------------------------------------------------------------------------------------------------- | ---------------------------------------------------- |
| Volumen                                             | {\displaystyle V={\frac {a^{3}}{12}}\cdot {\sqrt {2}}\approx 0{,}118\cdot a^{3}}                    | ohne Raumwinkel {\displaystyle \Omega } in den Ecken |
| Oberflächeninhalt                                   | {\displaystyle A_{O}=a^{2}\cdot {\sqrt {3}}\approx 1{,}732\cdot a^{2}}                              | ohne Raumwinkel {\displaystyle \Omega } in den Ecken |
| Umkugelradius                                       | {\displaystyle r_{u}=3\cdot r_{i}={\frac {a}{4}}\cdot {\sqrt {6}}\approx 0{,}612\cdot a}            | ohne Raumwinkel {\displaystyle \Omega } in den Ecken |
| Kantenkugelradius                                   | {\displaystyle r_{k}={\frac {a}{4}}\cdot {\sqrt {2}}\approx 0{,}354\cdot a}                         | ohne Raumwinkel {\displaystyle \Omega } in den Ecken |
| Inkugelradius                                       | {\displaystyle r_{i}={\frac {a}{12}}\cdot {\sqrt {6}}\approx 0{,}204\cdot a}                        | ohne Raumwinkel {\displaystyle \Omega } in den Ecken |
| Pyramidenhöhe                                       | {\displaystyle h_{p}=r_{i}+r_{u}={\frac {a}{3}}\cdot {\sqrt {6}}\approx 0{,}816\cdot a}             | ohne Raumwinkel {\displaystyle \Omega } in den Ecken |
| Kantenabstand                                       | {\displaystyle d=2\cdot r_{k}={\frac {a}{2}}\cdot {\sqrt {2}}\approx 0{,}707\cdot a}                | ohne Raumwinkel {\displaystyle \Omega } in den Ecken |
| Verhältnis von Volumen zu Umkugelvolumen            | {\displaystyle {\frac {V}{V_{UK}}}={\frac {2\cdot {\sqrt {3}}}{9\cdot \pi }}\approx 0{,}123}        | ohne Raumwinkel {\displaystyle \Omega } in den Ecken |
| Innenwinkel des gleichseitigen Dreiecks             | {\displaystyle \alpha =60^{\circ }}                                                                 | ohne Raumwinkel {\displaystyle \Omega } in den Ecken |
| Winkel zwischen benachbarten Flächen                | {\displaystyle \beta =\arctan(2{\sqrt {2}})\approx 70{,}53^{\circ }}                                | ohne Raumwinkel {\displaystyle \Omega } in den Ecken |
| Winkel zwischen Kante und Fläche                    | {\displaystyle \gamma =\arctan \left({\sqrt {2}}\right)} {\displaystyle \approx 54{,}74^{\circ }\;} | ohne Raumwinkel {\displaystyle \Omega } in den Ecken |
| Tetraederwinkel                                     | {\displaystyle \tau =2\gamma =\arccos \left(-{\frac {1}{3}}\right)\approx 109{,}47^{\circ }}        | ohne Raumwinkel {\displaystyle \Omega } in den Ecken |
| Raumwinkel in den Ecken                             | {\displaystyle \Omega =3\arctan(2{\sqrt {2}})-\pi \approx 0{,}5513\;\mathrm {sr} }                  | ohne Raumwinkel {\displaystyle \Omega } in den Ecken |
| Sphärizität                                         | {\displaystyle \Psi ={\sqrt[{3}]{\frac {\pi }{6{\sqrt {3}}}}}\approx 0{,}671}                       | ohne Raumwinkel {\displaystyle \Omega } in den Ecken |

### Flächen, Winkel, Radien, Koordinaten

Reg. Tetraeder

Regel. Tetraeder: Berechnung von Eigenschaften

Ein reguläres Tetraeder besitzt 4 gleichseitige Dreiecke als Seitenflächen. Ist die Kantenlänge {\displaystyle a}, so ist die Höhe (=Seitenhalbierende) eines Dreiecks
- {\displaystyle h_{D}={\frac {\sqrt {3}}{2}}a}

Fasst man das Tetraeder als Pyramide mit einem regelmäßigen Dreieck als Grundfläche auf (siehe Bild), so ist die Höhe der Pyramide
- {\displaystyle h_{P}=a{\sqrt {\frac {2}{3}}}}

#### Punkte des Tetraeders
Die Punkte (Ecken) eines regelmäßigen Tetraeders mit der Kantenlänge {\displaystyle a} lassen sich in kartesischen Koordinaten so beschreiben:
- {\displaystyle P_{1}=(x_{1},y_{1},z_{1})=\left(-{\tfrac {1}{2}}a,0,0\right)}
- {\displaystyle P_{2}=(x_{2},y_{2},z_{2})=\left({\tfrac {1}{2}}a,0,0\right)}
- {\displaystyle P_{3}=(x_{3},y_{3},z_{3})=\left(0,h_{D},0\right)}
- {\displaystyle P_{4}=(x_{4},y_{4},z_{4})=\left(0,{\tfrac {1}{3}}h_{D},h_{P}\right)}

Der Mittelpunkt des Tetraeders ist der geometrische Schwerpunkt:
{\displaystyle {\begin{array}{lll}M&=&\left({\tfrac {x_{1}+x_{2}+x_{3}+x_{4}}{4}},{\tfrac {y_{1}+y_{2}+y_{3}+y_{4}}{4}},{\tfrac {z_{1}+z_{2}+z_{3}+z_{4}}{4}}\right)\\&=&\left(0,{\tfrac {1}{3}}h_{D},{\tfrac {1}{4}}h_{P}\right)\end{array}}}

Er hat zu den Ecken den gleichen Abstand.

#### In-, Um- und Kantenkugelradien
Aus der Zeichnung erkennt man die Radien der Um-, In- und Kantenkugeln:
- {\displaystyle r_{u}={\frac {3}{4}}h_{P}={\frac {\sqrt {6}}{4}}\;a\approx 0{,}61\;a}
- {\displaystyle r_{i}={\frac {1}{4}}h_{P}={\frac {1}{2{\sqrt {6}}}}\;a\approx 0{,}20\;a}

Die Kantenkugel berührt die Kanten in ihren Mittelpunkten:
- {\displaystyle r_{k}^{2}=r_{i}^{2}+\left({\frac {1}{3}}h_{D}\right)^{2}={\frac {1}{8}}a^{2}\ \Longrightarrow \ r_{k}={\frac {1}{2{\sqrt {2}}}}\;a\approx 0{,}35\;a}

#### Winkel
Der Winkel zwischen zwei Dreiecksebenen ergibt sich (siehe Bild) aus
- {\displaystyle \tan \beta ={\frac {h_{P}}{(h_{D}/3)}}=2{\sqrt {2}}\ \Longrightarrow \ \ \beta \approx 70{,}53^{\circ }}

Der Winkel zwischen einer Kante und einer Dreiecksebene:
- {\displaystyle \tan \gamma ={\frac {2r_{k}}{a/2}}={\sqrt {2}}\ \Longrightarrow \ \ \gamma \approx 54{,}74^{\circ }}

Für den Tetraederwinkel {\displaystyle \tau }, unter dem man eine Kante vom Mittelpunkt {\displaystyle M} aus sieht, gilt
- {\displaystyle \tau =2\gamma \approx 109{,}47^{\circ }}

Der Tetraederwinkel spielt in der Chemie eine wichtige Rolle, beispielsweise bei der Geometrie des Methan-Moleküls.

#### Oberfläche, Volumen
Die Oberfläche des Tetraeders ist die Summe der 4 Dreiecksflächen. Die Fläche eines regelmäßigen 3-Ecks ist
{\displaystyle A_{3}={\tfrac {\sqrt {3}}{4}}\;a^{2}\ }. Damit ist die
- Oberfläche des Tetraeders: {\displaystyle \ A_{O}={\sqrt {3}}\;a^{2}}.

Das Volumen des Tetraeders ist das Volumen der Pyramide mit der Grundfläche {\displaystyle A_{3}} und der Höhe {\displaystyle h_{P}}:
- Volumen des Tetraeders {\displaystyle \ V={\frac {h_{P}}{3}}A_{3}={\frac {\sqrt {2}}{12}}\;a^{3}}.

#### Raumwinkel in den Ecken

Raumwinkel mit Einheitskugel

Der Raumwinkel {\displaystyle \Omega } in einer Tetraederecke ist der Flächeninhalt des in dem Bild durch rote Punkte markierten sphärischen Dreiecks, das die Kanten einer Ecke auf der Einheitskugel an dieser Ecke ausstechen. Die Winkel dieses sphärischen Dreiecks sind bei einem regulären Tetraeder alle gleich dem Winkel {\displaystyle \beta } (siehe oben) zwischen zwei Dreiecksebenen.
Der Flächeninhalt eines sphärischen Dreiecks mit den Winkeln {\displaystyle \psi _{1},\psi _{2},\psi _{3}} auf der Einheitskugel ist {\displaystyle \psi _{1}+\psi _{2}+\psi _{3}-\pi }.

Raumwinkel

Damit ist der Raumwinkel in einer Tetraederecke
- {\displaystyle \Omega =3\beta -\pi =3\arctan(2{\sqrt {2}})-\pi \approx 0{,}5513\;\mathrm {sr} }

Der Raumwinkel entspricht der Fläche eines Kugelsegments auf der Einheitskugel mit einem halben Öffnungswinkel {\displaystyle \theta \approx 24{,}2^{\circ }}

### Netze des regelmäßigen Tetraeders

Animation eines Tetraedernetzes

Das Tetraeder hat zwei Netze (siehe Abbildungen) Das heißt, es gibt zwei verschiedene Möglichkeiten, ein hohles Tetraeder durch Aufschneiden von 3 Kanten aufzuklappen und in der Ebene auszubreiten. Die anderen 3 Kanten verbinden jeweils die 4 gleichseitigen Dreiecke des Netzes. Um ein Tetraeder so zu färben, dass keine benachbarten Flächen dieselbe Farbe haben, braucht man 4 Farben.

### Graphen, duale Graphen, Zyklen, Färbungen
Das Tetraeder hat einen ihm zugeordneten ungerichteten planaren Graphen mit 4 Knoten, 6 Kanten und 4 Gebieten. Dies ist der vollständige Graph K4. Er ist 3-regulär, d. h. von jedem Knoten gehen 3 Kanten aus, sodass der Grad für alle Knoten gleich 3 ist. Bei planaren Graphen ist die genaue geometrische Anordnung der Knoten unwesentlich. Wichtig ist allerdings, dass sich die Kanten nicht schneiden müssen. Die Knoten dieses Tetraedergraphen entsprechen den Ecken des Tetraeders.

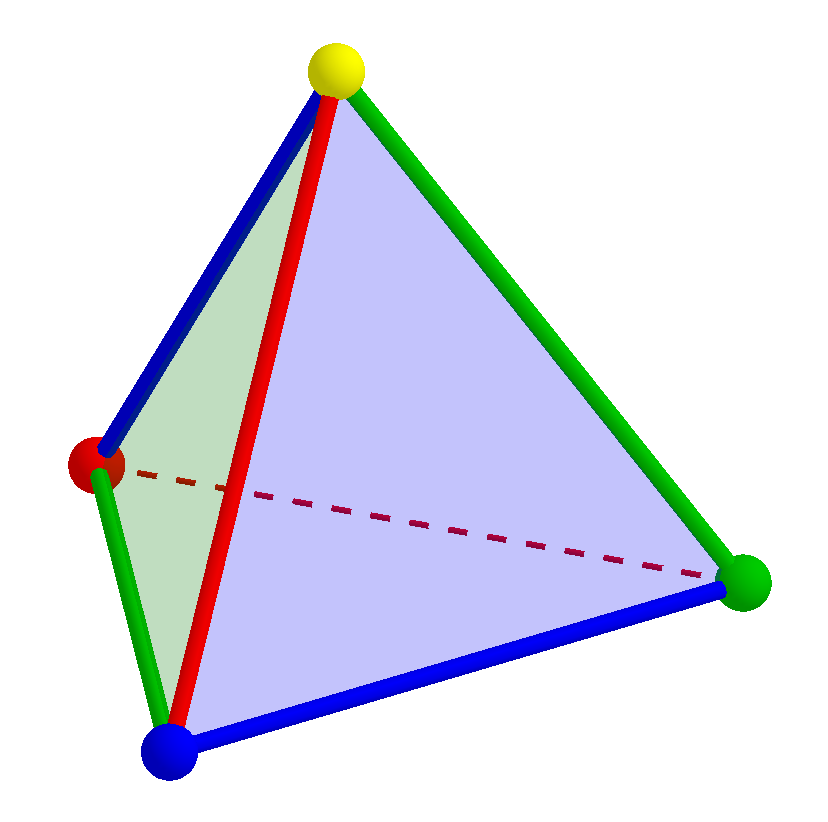
Färbungen veranschaulicht

Die Knoten des Tetraedergraphen können mit 4 Farben so gefärbt werden, dass benachbarte Knoten immer unterschiedlich gefärbt sind, denn alle Knoten sind benachbart. Dies bedeutet, dass die chromatische Zahl dieses Graphen gleich 4 ist (siehe Knotenfärbung). Außerdem können die Kanten mit 3 Farben so gefärbt werden, dass benachbarte Kanten immer unterschiedlich gefärbt sind (siehe Abbildungen). Mit 2 Farben ist das nicht möglich, sodass der chromatische Index für die Kantenfärbung gleich 3 ist (das nebenstehende Bild veranschaulicht diese Färbungen).
Der Tetraedergraph ist selbstdual.
Um die entsprechende nötige Anzahl der Farben für die Flächen oder Gebiete zu bestimmen, ist der duale Graph hilfreich, der in diesem Fall selbst ein Tetraedergraph mit 4 Knoten, 6 Kanten und 4 Gebieten ist. Die Knoten dieses Graphen werden dabei den Gebieten des ursprünglichen Tetraedergraphen eineindeutig (bijektiv) zugeordnet und umgekehrt (siehe bijektive Funktion und Abbildung oben). Die Knoten des dualen Tetraedergraphen können wie gesagt offensichtlich nur mit 4 Farben so gefärbt werden, dass benachbarte Knoten immer unterschiedlich gefärbt sind. Daraus lässt sich indirekt schließen: Weil die chromatische Zahl gleich 4 ist, sind 4 Farben für eine solche Flächenfärbung des Tetraeders oder eine Färbung der Gebiete des Tetraeders nötig.

Knotenfärbung des Tetraedergraphen

Kantenfärbung des Tetraedergraphen

Flächenfärbung des Tetraedergraphen

Die 3 aufgeschnittenen Kanten jedes Netzes (siehe oben) bilden zusammen mit den Ecken (Knoten) einen Spannbaum des Tetraedergraphen. Jedes Netz entspricht genau einem Spannbaum und umgekehrt, sodass hier eine eineindeutige (bijektive) Zuordnung zwischen Netzen und Spannbäumen besteht. Wenn man ein Tetraedernetz ohne das äußere Gebiet als Graphen betrachtet, erhält man als dualen Graphen jeweils einem Baum mit 4 Knoten und 3 Kanten und dem maximalen Knotengrad 3. Jede Fläche des Tetraeders wird dabei einem Knoten des Baums zugeordnet. Dabei kommen die 2 graphentheoretischen Konstellationen (siehe Isomorphie von Graphen) jeweils einmal vor.
Der Tetraedergraph besitzt 6 Hamiltonkreise, aber keine Eulerkreise.

Tetraedergraph mit einem der 6 Hamiltonkreise

### Raumfüllungen mit regelmäßigen Tetraedern
Der dreidimensionale euklidische Raum kann lückenlos mit platonischen Körpern oder archimedischen Körpern gleicher Kantenlänge ausgefüllt werden. Solche dreidimensionalen Parkettierungen werden Raumfüllung genannt. Die folgenden Raumfüllungen enthalten Tetraeder:

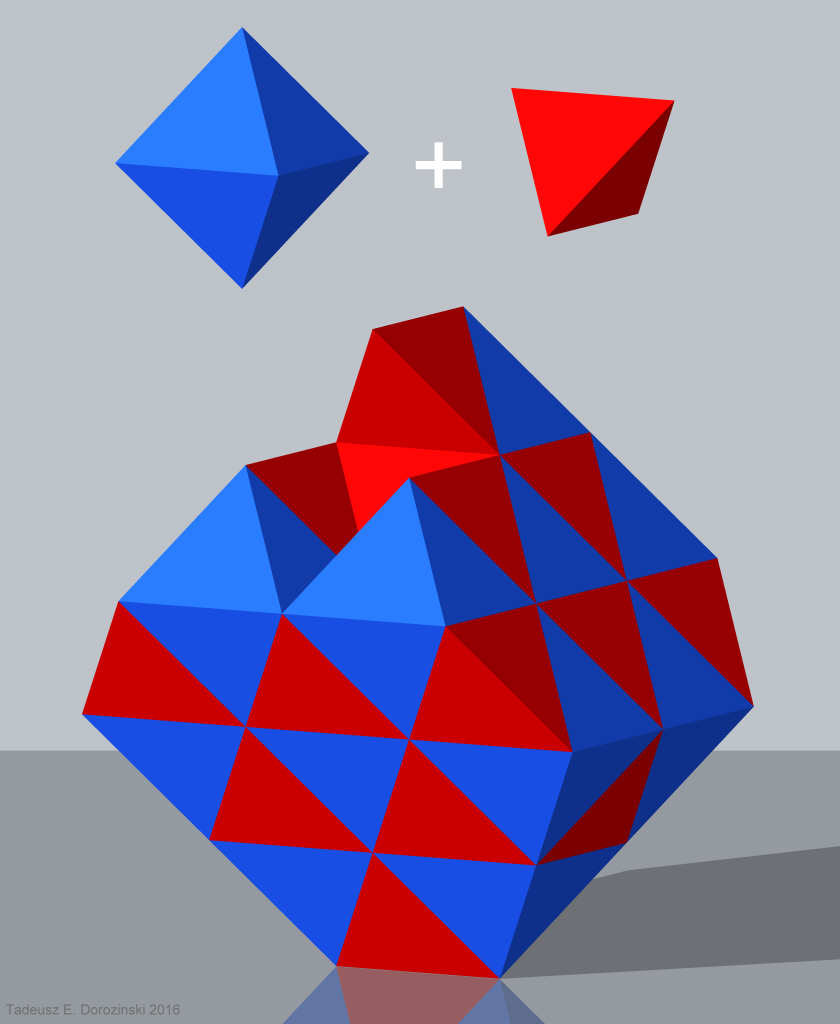
Raumfüllung mit Oktaeder und Tetraeder
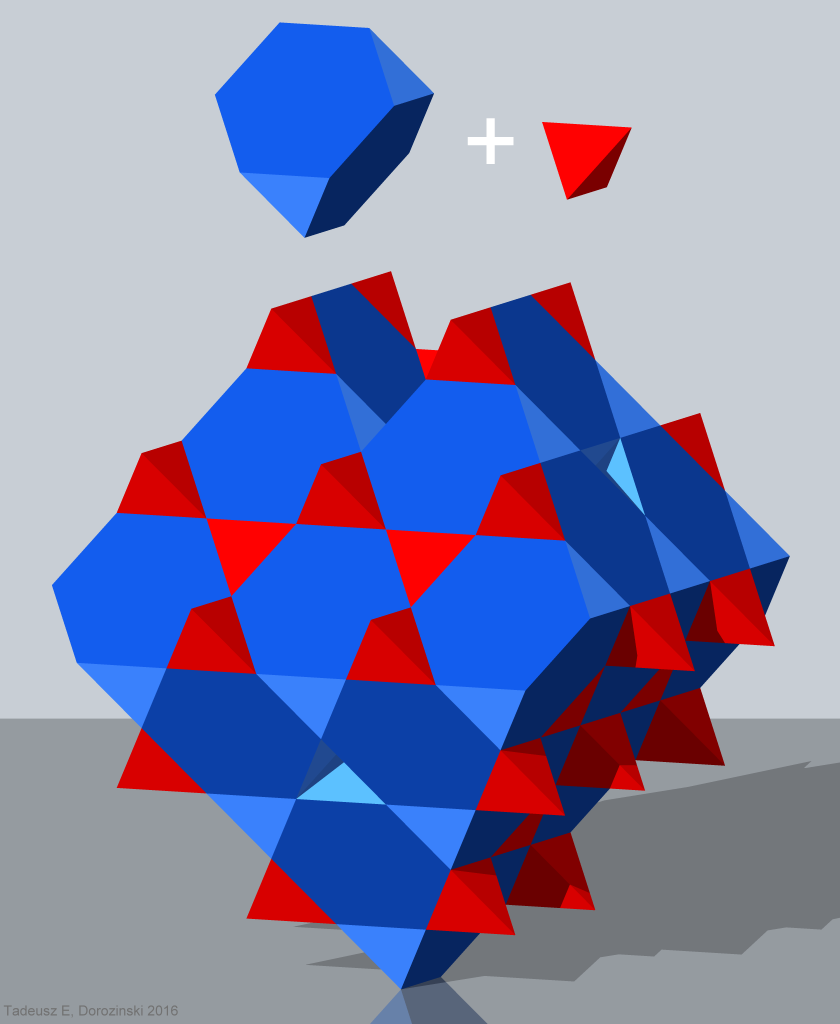
Raumfüllung mit Tetraederstumpf und Tetraeder
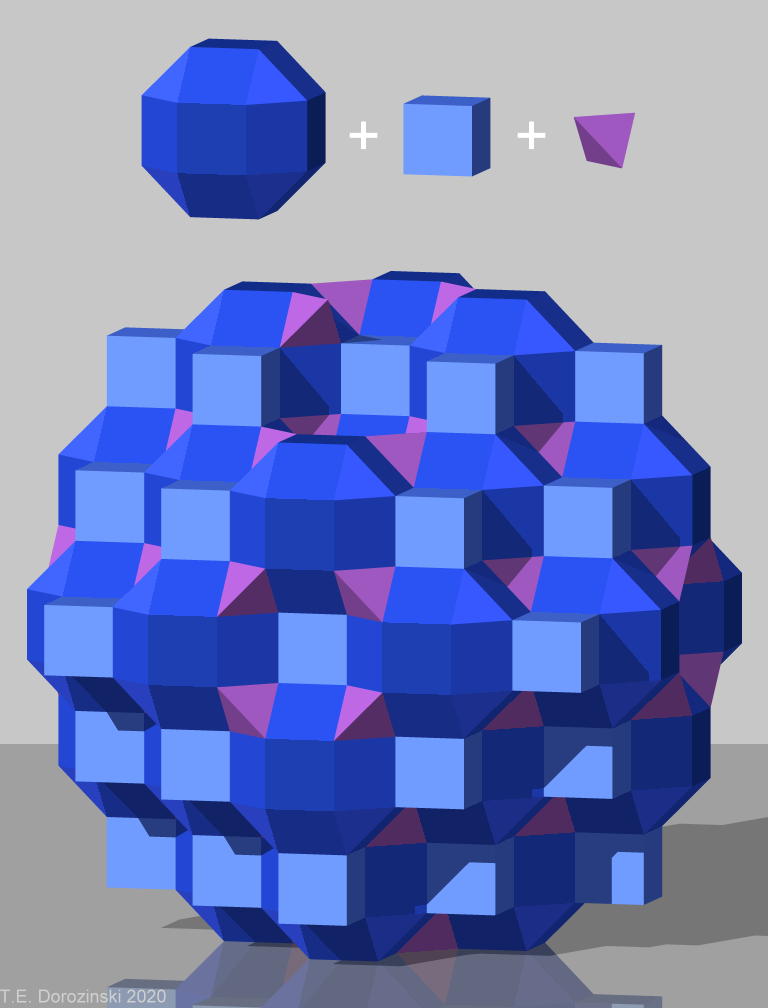
Raumfüllung mit Rhombenkuboktaeder, Würfel und Tetraeder

### Anwendungen
Obwohl das Tetraeder nicht Stein einer Parkettierung des Raumes ist, tritt es im kubischen Kristallsystem auf (siehe oben).

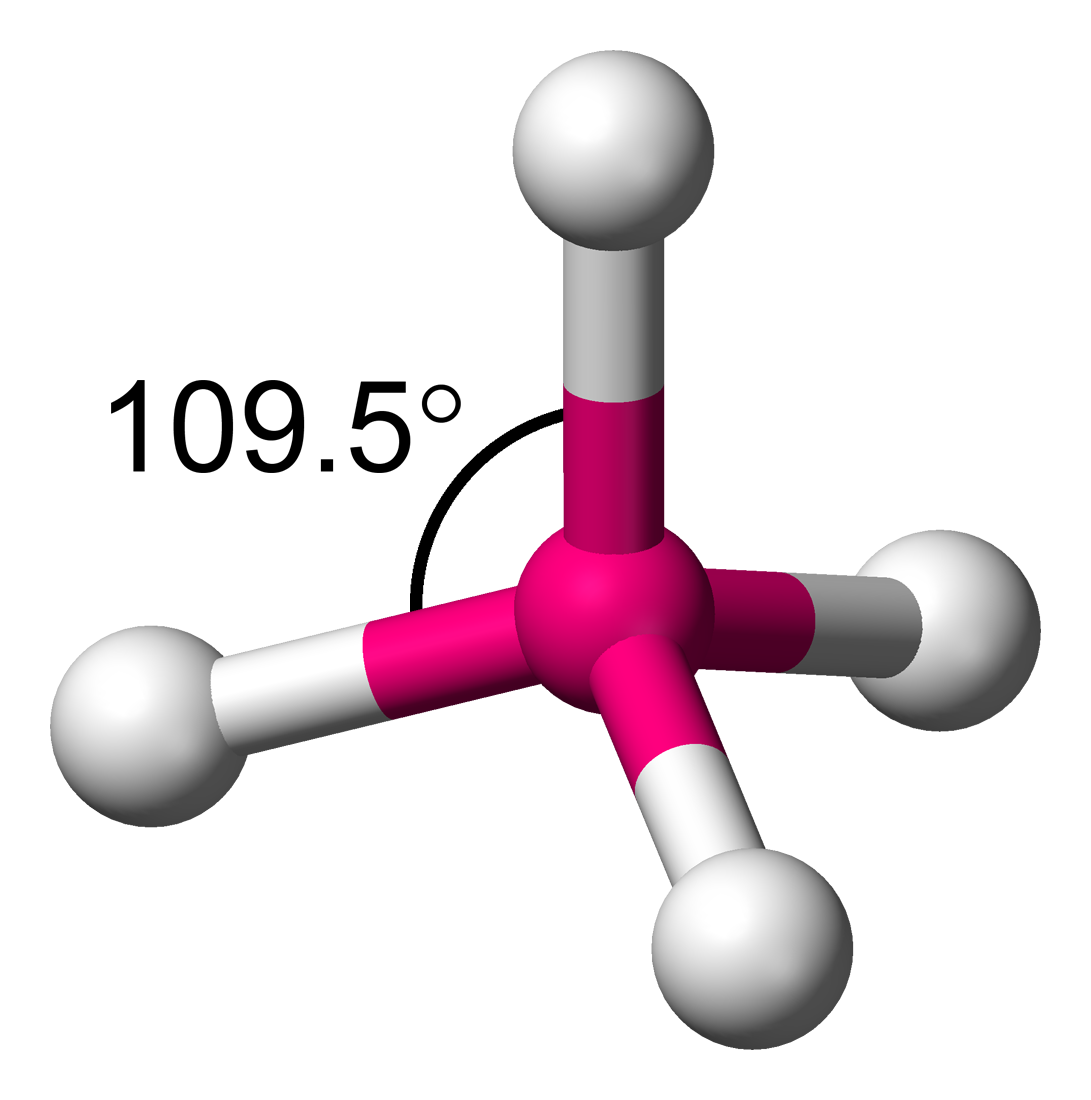
Molekül mit Tetraederwinkel

In der Chemie spielt das Tetraeder bei der räumlichen Anordnung von Atomen in Verbindungen eine große Rolle. Einfache Molekülgestalten lassen sich mit dem VSEPR-Modell vorhersagen. So sind die vier Wasserstoffatome im Methanmolekül tetraedrisch um das Kohlenstoffatom angeordnet, da so der Bindungswinkel am größten wird. Auch die Kohlenstoffatome im Diamantgitter sind tetraedrisch angeordnet, jedes Atom ist von vier weiteren Atomen umgeben. Das Kohlenstoff-Atom befindet sich dann nach dem Orbital-Modell in sp3-Hybridisierung.
Das Tetraeder war auch für den Tetra Pak wegen dessen ursprünglicher Form namensgebend.
Alexander Graham Bell hat mit vielzelligen Kastendrachen (Flugdrachen) experimentiert, deren Einzelzellen die Form eines Tetraeders haben. Diese meist imposanten Drachen werden als „Bell-Tetraeder“ bezeichnet. Meistens werden 4 oder 10 oder 20 Einzelzellen zu einem Verbund zusammengefügt, welcher dann auch wieder die Form eines Tetraeders hat. Es sind aber auch andere Verbundformen möglich.
In vielen Pen-&-Paper-Rollenspielen werden Tetraeder als vierseitige Spielwürfel (W4) verwendet.
Weitere technische Anwendungen lehnen sich an die Struktur an, die sich durch die vom Tetraederzentrum in die vier Raumecken weisenden Strecken ergibt:
- Tetrapoden, die an Küsten als Wellenbrecher eingesetzt werden
- sog. Krähenfüße, eine Defensivwaffe, die von Polizei und Militär gegen Autos eingesetzt wird, um deren Reifen platzen zu lassen.

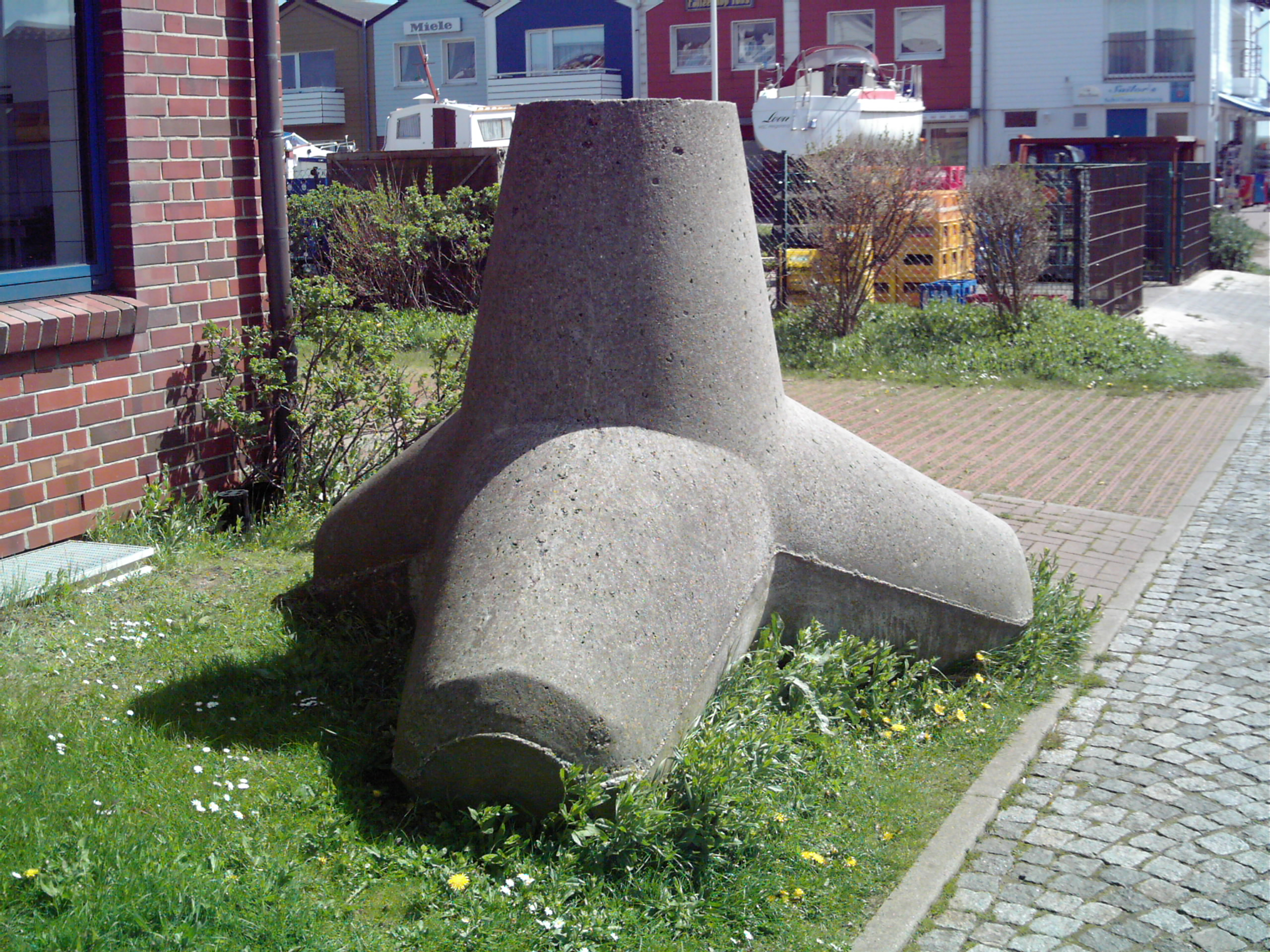
Beton-Tetrapode auf Helgoland
Elementarzelle des Diamantgitters
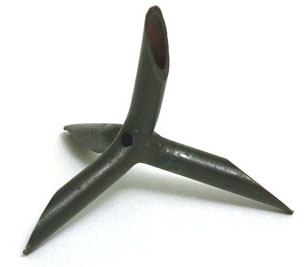
Ein Krähenfuß des Office of Strategic Services
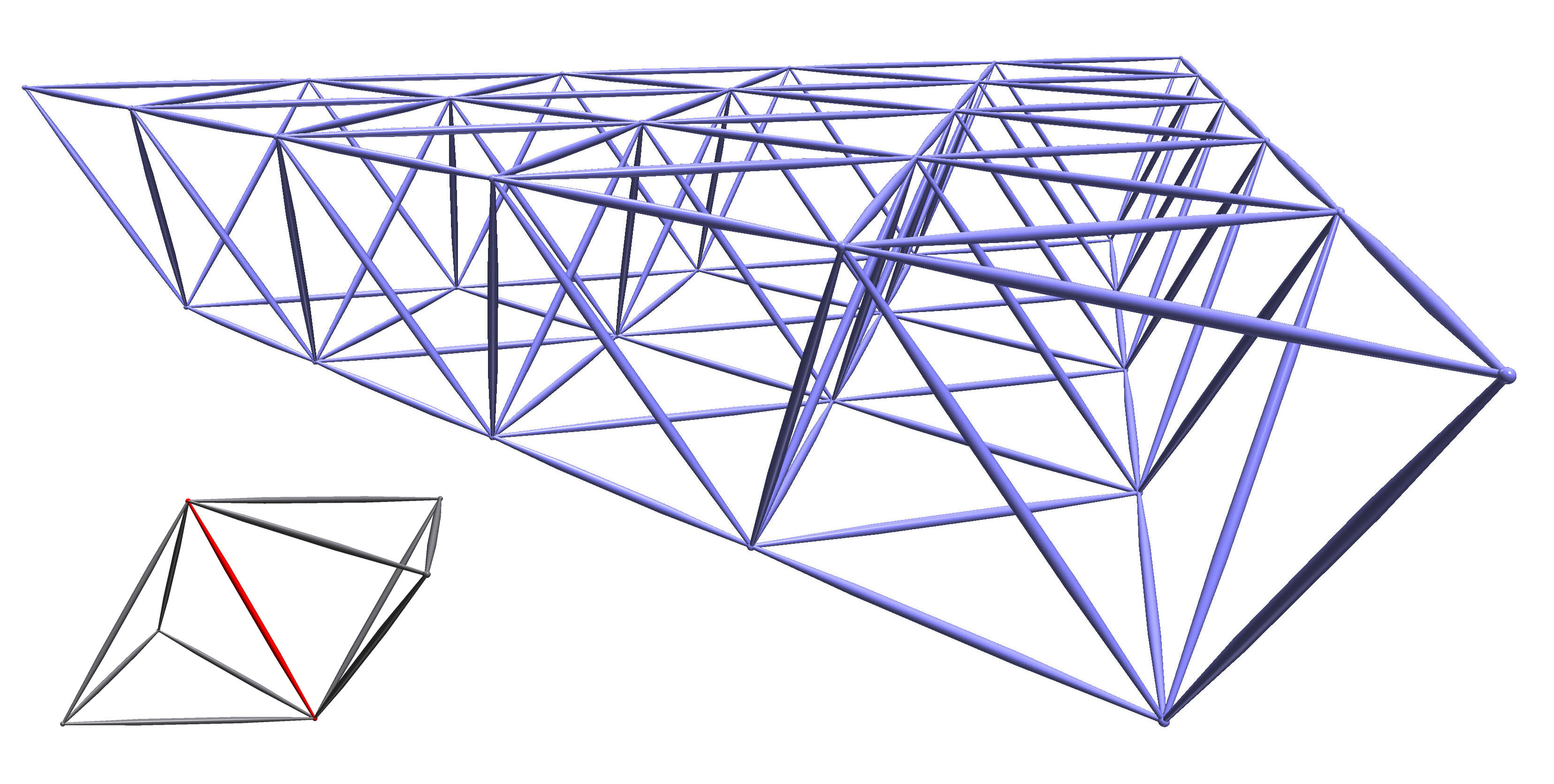
Raumfachwerk aus Tetraedern
Boerdijk-Coxeter-Helix um einen Zylinder

## Allgemeines Tetraeder
Ein Tetraeder im allgemeinen Sinn, also ein Körper mit vier Seitenflächen, ist immer eine dreiseitige Pyramide, also mit einem Dreieck als Grundfläche und drei Dreiecken als Seitenflächen, und hat daher auch vier Ecken sowie sechs Kanten. Da er die für einen Körper im Raum kleinste mögliche Zahl von Ecken und Seiten hat, wird er in der Fachsprache dreidimensionales Simplex oder 3-Simplex genannt. Die zweidimensionalen Simplexe sind die Dreiecke.
- Jedes 3-Simplex besitzt eine Umkugel und eine Inkugel.
- Der Schwerpunkt ist der Schnittpunkt der Verbindungsstrecken zwischen den Ecken und den Schwerpunkten der gegenüberliegenden Dreiecke und teilt diese im Verhältnis 3:1 (Satz von Commandino).
- Eine Gerade durch die Mittelpunkte {\displaystyle M_{1},M_{2}} zweier gegenüberliegender Kanten enthält den Schwerpunkt. Der Schwerpunkt halbiert die Strecke {\displaystyle M_{1}M_{2}} (Satz von Reusch).
- Jedes 3-Simplex ist die konvexe Hülle seiner vier Ecken.
- Es ist das einzige bekannte Polyeder neben dem Szilassi-Polyeder, bei dem alle Seiten zueinander benachbart sind.
- Jedes Tetraeder kann in zwei (volumen)gleiche ähnliche Tetraeder sowie zwei (volumen)gleiche unähnliche Prismen zerteilt werden (Elemente XII, 3).

Im {\displaystyle \mathbb {R} ^{3}} kann ein Tetraeder auch durch einen Punkt und den drei Vektoren zu den angrenzenden Punkten beschrieben werden. Bezeichnet man diese Vektoren mit {\displaystyle {\vec {a}},{\vec {b}},{\vec {c}}}, so berechnet sich das Volumen des Tetraeders mit {\displaystyle \textstyle V={\frac {1}{6}}\cdot \left|\det \left[{\begin{smallmatrix}{\vec {a}}\\{\vec {b}}\\{\vec {c}}\end{smallmatrix}}\right]\right|={\frac {1}{6}}\cdot \left|({\vec {a}}\times {\vec {b}})\cdot {\vec {c}}\right|}, also {\displaystyle {\frac {1}{6}}} des Betrags des Spatproduktes.
Die Summe der einheitlich nach außen oder innen weisenden Normaleneinheitsvektoren, die mit dem Inhalt der Fläche multipliziert werden, auf der sie stehen, ist der Nullvektor, denn
{\displaystyle {\vec {a}}\times {\vec {b}}+{\vec {b}}\times {\vec {c}}+{\vec {c}}\times {\vec {a}}+({\vec {c}}-{\vec {a}})\times ({\vec {b}}-{\vec {a}})={\vec {0}}}

### Berechnung eines beliebigen Tetraeders
Ein Tetraeder besitzt 6 Kanten. Ein Dreieck ist durch die Angabe dreier Seitenlängen bestimmt. Jede weitere Kante kann in gewissen Grenzen frei gewählt werden. Liegen also 6 voneinander unabhängige Angaben zur Größe von Kanten oder Winkeln vor, kann man daraus die jeweils fehlenden übrigen Kanten oder Winkel berechnen.

#### Volumen
Die Volumenformel des allgemeinen Tetraeders wurde von Leonhard Euler angegeben. Mit dieser Formel kann das Volumen des allgemeinen Tetraeders mit Hilfe der 6 Kantenlängen des Tetraeders berechnet werden. Der Volumenformel des allgemeinen Tetraeders liegt also die gleiche Aufgabenstellung für Tetraeder zugrunde wie für Dreiecke der Formel von Heron.
Sind {\displaystyle a,b,c} die Kantenlängen der dreieckigen Grundfläche des Tetraeders und {\displaystyle a',b',c'} die Längen der im Raum gegenüberliegenden Kanten, dann gilt für das Volumen {\displaystyle V} des Tetraeders:
{\displaystyle V={\frac {1}{12}}\cdot {\sqrt {a^{2}\cdot a'^{2}\cdot f_{a}+b^{2}\cdot b'^{2}\cdot f_{b}+c^{2}\cdot c'^{2}\cdot f_{c}-\delta }}}
mit
{\displaystyle f_{a}=b^{2}+b'^{2}+c^{2}+c'^{2}-a^{2}-a'^{2}}
{\displaystyle f_{b}=a^{2}+a'^{2}+c^{2}+c'^{2}-b^{2}-b'^{2}}
{\displaystyle f_{c}=a^{2}+a'^{2}+b^{2}+b'^{2}-c^{2}-c'^{2}}
{\displaystyle \delta =a^{2}\cdot b^{2}\cdot c^{2}+a^{2}\cdot b'^{2}\cdot c'^{2}+a'^{2}\cdot b^{2}\cdot c'^{2}+a'^{2}\cdot b'^{2}\cdot c^{2}}
Zur Berechnung des Volumens können auch die folgenden Gleichungen verwendet werden, die auf Determinanten symmetrischer Matrizen beruhen:
{\displaystyle {\begin{aligned}288\cdot V^{2}&=\det {\begin{pmatrix}0&c^{2}&b^{2}&a'^{2}&1\\c^{2}&0&a^{2}&b'^{2}&1\\b^{2}&a^{2}&0&c'^{2}&1\\a'^{2}&b'^{2}&c'^{2}&0&1\\1&1&1&1&0\\\end{pmatrix}}\\&=\det {\begin{pmatrix}2\cdot a'^{2}&a'^{2}+b'^{2}-c^{2}&a'^{2}+c'^{2}-b^{2}\\a'^{2}+b'^{2}-c^{2}&2\cdot b'^{2}&b'^{2}+c'^{2}-a^{2}\\a'^{2}+c'^{2}-b^{2}&b'^{2}+c'^{2}-a^{2}&2\cdot c'^{2}\\\end{pmatrix}}\\\end{aligned}}}
Die erste Determinante wird Cayley–Menger-Determinante genannt und dient dazu, den Flächeninhalt von beliebigen Dreiecken (siehe Satz des Heron), das Volumen von beliebigen Tetraedern und allgemein das Volumen eines beliebigen Simplex im {\displaystyle n}-dimensionalen Raum zu berechnen.

#### Oberflächeninhalt
Der Flächeninhalt eines Dreiecks mit gegebenen Seitenlängen kann einzeln berechnet werden. Die Summe der Flächeninhalte der 4 Dreiecke ergibt den Oberflächeninhalt des Tetraeders. Für den Flächeninhalt der dreieckigen Grundfläche mit den Seitenlängen {\displaystyle a,b,c} zum Beispiel gilt nach dem Satz des Heron:
{\displaystyle A={\frac {1}{4}}\cdot {\sqrt {(a+b+c)\cdot (-a+b+c)\cdot (a-b+c)\cdot (a+b-c)}}}

#### Höhen
Weil jedes Tetraeder eine Pyramide ist, gilt für das Volumen {\displaystyle V}, den Flächeninhalt {\displaystyle A} der Grundfläche und die entsprechende Höhe {\displaystyle h} folgende Gleichung:
{\displaystyle V={\frac {A\cdot h}{3}}}
{\displaystyle h={\frac {3\cdot V}{A}}}
Das Volumen {\displaystyle V} und der Flächeninhalt {\displaystyle A} können mit den oben genannten Formeln berechnet und dann eingesetzt werden, um die Höhe zu bestimmen. Die anderen drei Höhen können entsprechend mit Hilfe der Fläche des zur Höhe orthogonalen Dreiecks berechnet werden.

#### Innenwinkel der Dreiecke
Die Innenwinkel der Dreiecke bestimmt man mit dem Kosinussatz. Für den Innenwinkel {\displaystyle \alpha } der Grundfläche, der der Seite {\displaystyle a} gegenüberliegt, gilt zum Beispiel
{\displaystyle \alpha =\arccos \left({\frac {b^{2}+c^{2}-a^{2}}{2\cdot b\cdot c}}\right)}

#### Winkel zwischen benachbarten Flächen
Der Flächenwinkel an der Kante {\displaystyle a} beträgt
{\displaystyle \beta =\arcsin \left({\frac {3\cdot a\cdot V}{2\cdot A_{1}\cdot A_{2}}}\right)}
Dabei ist {\displaystyle V} das Volumen des Tetraeders und {\displaystyle A_{1}} und {\displaystyle A_{2}} die Flächeninhalte der zur Kante benachbarten Dreiecke.
Sind die Innenwinkel {\displaystyle \alpha _{i,j}}, {\displaystyle \alpha _{i,k}}, {\displaystyle \alpha _{i,l}} an einer Ecke des Tetraeders gegeben und {\displaystyle \beta _{i,j}}, {\displaystyle \beta _{i,k}}, {\displaystyle \beta _{i,l}} die Flächenwinkel zwischen benachbarten Flächen an dieser Ecke, dann gilt nach dem Kosinussatz für Kugeldreiecke die Gleichung
{\displaystyle \cos(\alpha _{i,j})=\cos(\alpha _{i,k})\cdot \cos(\alpha _{i,l})+\sin(\alpha _{i,k})\cdot \sin(\alpha _{i,l})\cdot \cos(\beta _{i,j})}
Daraus folgt
{\displaystyle \beta _{i,j}=\arccos \left({\frac {\cos(\alpha _{i,j})-\cos(\alpha _{i,k})\cdot \cos(\alpha _{i,l})}{\sin(\alpha _{i,k})\cdot \sin(\alpha _{i,l})}}\right)}
Ebenso erhält man die Flächenwinkel {\displaystyle \beta _{i,k}} und {\displaystyle \beta _{i,l}}.

#### Raumwinkel in den Ecken
Für die Berechnung der Raumwinkel in den Ecken des Tetraeders werden die Innenwinkel {\displaystyle \theta _{a},\theta _{b},\theta _{c}} der drei benachbarten Dreiecke verwendet:
{\displaystyle \Omega =4\cdot \arctan \left({\sqrt {\tan \left({\frac {\theta _{s}}{2}}\right)\cdot \tan \left({\frac {\theta _{s}-\theta _{a}}{2}}\right)\cdot \tan \left({\frac {\theta _{s}-\theta _{b}}{2}}\right)\cdot \tan \left({\frac {\theta _{s}-\theta _{c}}{2}}\right)}}\right)}
mit
{\displaystyle \theta _{s}={\frac {\theta _{a}+\theta _{b}+\theta _{c}}{2}}}

### Berechnung aus den Koordinaten
Sind die Koordinaten {\displaystyle (x_{1},y_{1},z_{1})}, {\displaystyle (x_{2},y_{2},z_{2})}, {\displaystyle (x_{3},y_{3},z_{3})}, {\displaystyle (x_{4},y_{4},z_{4})} der Ecken des Tetraeders bekannt, dann sind die Seitenlängen die euklidischen Abstände
{\displaystyle s_{i,j}={\sqrt {(x_{i}-x_{j})^{2}+(y_{i}-y_{j})^{2}+(z_{i}-z_{j})^{2}}}}
der Ecken für alle {\displaystyle i,j\in \{1,2,3,4\}} mit {\displaystyle i\neq j}.
Sind {\displaystyle {\vec {a}}={\begin{pmatrix}x_{j}-x_{i}\\y_{j}-y_{i}\\z_{j}-z_{i}\end{pmatrix}}} und {\displaystyle {\vec {b}}={\begin{pmatrix}x_{k}-x_{i}\\y_{k}-y_{i}\\z_{k}-z_{i}\end{pmatrix}}} zwei Richtungsvektoren, die von derselben Ecke {\displaystyle (x_{i},y_{i},z_{i})} des Tetraeders ausgehen, dann ergibt sich für den Innenwinkel {\displaystyle \alpha } an dieser Ecke
{\displaystyle \alpha =\arccos \left({\frac {{\vec {a}}\cdot {\vec {b}}}{|{\vec {a}}|\cdot |{\vec {b}}|}}\right)}
wobei {\displaystyle {\vec {a}}\cdot {\vec {b}}} das Skalarprodukt und {\displaystyle |{\vec {a}}|} und {\displaystyle |{\vec {b}}|} die Längen der Vektoren {\displaystyle {\vec {a}}} und {\displaystyle {\vec {b}}} sind.
Das Volumen kann mithilfe der Determinante
{\displaystyle V={\frac {1}{6}}\cdot \det {\begin{pmatrix}x_{1}&y_{1}&z_{1}&1\\x_{2}&y_{2}&z_{2}&1\\x_{3}&y_{3}&z_{3}&1\\x_{4}&y_{4}&z_{4}&1\\\end{pmatrix}}}
berechnet werden.

## Definition als Menge von Punkten
Das regelmäßige Tetraeder kann mithilfe des Kantenkugelradius {\displaystyle r_{k}={\tfrac {a}{4}}\cdot {\sqrt {2}}} als Menge von Punkten im dreidimensionalen euklidischen Raum definiert werden. Formal lässt sich diese Menge aufschreiben als
{\displaystyle \left\{(x_{1},x_{2},x_{3})\in \mathbb {R} ^{3}\mid x_{1}+x_{2}+x_{3}\leq r_{k}\ \land \ x_{1}-x_{2}-x_{3}\leq r_{k}\ \land \ -x_{1}+x_{2}-x_{3}\leq r_{k}\ \land \ -x_{1}-x_{2}+x_{3}\leq r_{k}\right\}}
Für das Innere des Tetraeders muss in den 4 Ungleichungen jeweils {\displaystyle \leq } durch {\displaystyle <} ersetzt werden und für die Oberfläche muss in 1, 2 oder 3 Ungleichungen {\displaystyle \leq } durch {\displaystyle =} ersetzt werden, sodass ein System aus Gleichungen und Ungleichungen entsteht. Bei 1 Gleichung definiert die Menge eine Seitenfläche, also ein gleichseitiges Dreieck, bei 2 Gleichungen eine Kante und bei 3 Gleichungen eine Ecke des Tetraeders.
Nach dieser Definition ist der Mittelpunkt des regelmäßigen Tetraeders der Koordinatenursprung und seine 4 Ecken sind 4 alternierende Ecken eines umbeschriebenen Würfels mit der Seitenlänge {\displaystyle 2\cdot r_{k}}, dessen Kanten und Seitenflächen parallel zu den 3 Achsen des kartesischen Koordinatensystems verlaufen.
Allgemeiner kann ein regelmäßiges Tetraeder, das eine beliebige Lage im dreidimensionalen euklidischen Raum hat, mithilfe von Vektoren definiert werden. Ist {\displaystyle {\vec {m}}} der Ortsvektor des Mittelpunkts und sind {\displaystyle {\vec {u}}}, {\displaystyle {\vec {v}}}, {\displaystyle {\vec {w}}} orthogonale Richtungsvektoren, die den Mittelpunkt des Tetraeders mit 3 Mittelpunkten von 3 Kanten verbinden, also ein Orthogonalsystem des dreidimensionalen Vektorraums {\displaystyle \mathbb {R} ^{3}} bilden, dann lässt sich die Menge der Punkte des Tetraeders definieren als die Menge der Vektoren
{\displaystyle \left\{{\vec {m}}+t_{1}\cdot {\vec {u}}+t_{2}\cdot {\vec {v}}+t_{3}\cdot {\vec {w}}\in \mathbb {R} ^{3}\mid t_{1}+t_{2}+t_{3}\leq r_{k}\ \land \ t_{1}-t_{2}-t_{3}\leq r_{k}\ \land \ -t_{1}+t_{2}-t_{3}\leq r_{k}\ \land \ -t_{1}-t_{2}+t_{3}\leq r_{k}\right\}}

## Verallgemeinerung
Die Verallgemeinerungen des Tetraeders in beliebiger Dimension {\displaystyle n} werden als {\displaystyle n}-dimensionale Simplexe bezeichnet. Das {\displaystyle n}-dimensionale Simplex hat {\displaystyle n+1} Ecken und wird von {\displaystyle n+1} Simplexen der Dimension {\displaystyle n-1} (als Facetten) begrenzt. Das nulldimensionales Simplex ist ein Punkt, das eindimensionales Simplex ist eine Strecke, das zweidimensionales Simplex ist ein Dreieck, das dreidimensionale Simplex ist ein Tetraeder. Das vierdimensionale Äquivalent zum Tetraeder, das Pentachoron, hat 5 Ecken, 10 Kanten, 10 Dreiecke als Seitenflächen und 5 dreidimensionale Tetraeder als Facetten.
Die Koordinaten eines regulären {\displaystyle n}-dimensionalen Simplex können als Menge im {\displaystyle n}-dimensionalen euklidischen Raum definiert werden:
{\displaystyle \left\{x\in \mathbb {R} ^{n}\ {\Bigg |}\ \sum _{i=1}^{n}x_{i}=x_{1}+x_{2}+\ldots +x_{n+1}\leq 1\ \land \ \forall i:\ -(n+1+{\sqrt {n+1}})\cdot x_{i}+\sum _{i=1}^{n}x_{i}\leq 1\ \right\}}
oder auch als Menge im {\displaystyle n+1}-dimensionalen euklidischen Raum
{\displaystyle \left\{x\in \mathbb {R} ^{n+1}\ {\Bigg |}\ \sum _{i=1}^{n+1}x_{i}=x_{1}+x_{2}+\ldots +x_{n+1}=1\ \land \ \forall i:\ x_{i}\geq 0\ \right\}}
Beispielsweise für {\displaystyle n=2} ergibt sich hier ein gleichseitiges Dreieck, das von den Punkten {\displaystyle (1,0,0)}, {\displaystyle (0,1,0)}, {\displaystyle (0,0,1)} im dreidimensionalen Raum aufgespannt wird.

## Sierpinski-Tetraeder

Das Sierpinski-Tetraeder. Die Anzahl der Teil-Tetraeder vervierfacht sich mit jedem Iterationsschritt, das Volumen geht gegen 0, der Flächeninhalt der Oberfläche bleibt konstant

Das Sierpinski-Tetraeder ist die dreidimensionale Verallgemeinerung des Sierpinski-Dreiecks. Die Startfigur ist ein Tetraeder. Aus dessen Mitte wird in jedem Iterationsschritt ein Oktaeder mit halber Kantenlänge herausgeschnitten. Übrig bleiben 4 Tetraeder, aus denen wieder je ein Oktaeder herausgeschnitten wird usw.
Nach dem Iterationsschritt {\displaystyle k} sind offensichtlich {\displaystyle 4^{k}} Teil-Tetraeder mit derselben Seitenlänge entstanden. Die Anzahl der herausgeschnittenen Oktaeder mit verschiedener Seitenlänge beträgt {\displaystyle {\frac {4^{k}-1}{3}}}.
Die Dimension für dieses Gebilde ist
{\displaystyle D={\frac {\log(4)}{\log(2)}}=2},
obwohl es sich hierbei um eine Figur im dreidimensionalen Raum handelt. Mit einer zunehmenden Zahl von Iterationsschritten geht das Volumen der Figur gegen 0, der Flächeninhalt der Oberfläche bleibt jedoch konstant, weil sich die Anzahl der Seitenflächen der zueinander deckungsgleichen Teil-Tetraeder mit jedem Iterationsschritt vervierfacht, während sich die Seitenlänge dieser Seitenflächen, die alle deckungsgleiche Dreiecke sind, halbiert.